# Cordova, Cebu
Córdova là một đô thị ở đảo Mactan, tỉnh Cebu của Philippines.

## District
Córdova được chia thành các đơn vị hành chính gồm 13 barangay or barrio.
- Alegría
- Bangbang
- Buagsong
- Catarmán
- Cogon
- Dapitan
- Day-as
- Gabi
- Gilutongan (composed of Gilutongan and Nalusuan Islands)[1]
- Ibabao
- Pilipog
- Población
- San Miguel